# Nicholas Winton
Pour les articles homonymes, voir Winton.
Nicholas Winton, né Wertheim le 19 mai 1909 à Hampstead (Londres) et mort le 1er juillet 2015, à Slough (Berkshire), est un courtier en valeurs mobilières britannique qui organise le sauvetage de 669 enfants tchécoslovaques, juifs pour la plupart, d'un destin fatal à Prague avant le déclenchement de la Seconde Guerre mondiale.
Surnommé le « Schindler britannique », fait citoyen d'honneur de Prague, il est anobli en 2003 par la reine Élisabeth II pour services à l'humanité.

## Biographie

### Origines et débuts
Ses parents sont des juifs d'origine allemande installés à Londres depuis 1907, dans le quartier de Hampstead, deux ans avant sa naissance,. Sa mère est née Barbara Wertheimer à Nuremberg puis naturalisée britannique et son père est né Rudolf Wertheim à Moscou où son propre père, naturalisé britannique depuis 1860, était consul des États-Unis. Juifs libéraux sans être croyants ni pratiquants, ses parents se convertissent au christianisme anglican, et Nicholas ainsi que sa sœur aînée Charlotte et son frère cadet Robert sont baptisés et élevés dans cette foi dans l'espoir qu'ils aient la vie plus facile,. Durant la Première Guerre mondiale, leur nom de famille « Wertheim », bien trop germanique, est difficile à porter en Grande-Bretagne où règne un fort sentiment anti-allemand ; il devient alors « Wortham » durant quatre années puis redevient « Wertheim » en 1918, mais ce nom juif reste mal seyant pour ces nouveaux anglicans et devient un sujet de discussion permanent au sein de cette famille unie. Dans la crainte d'une nouvelle guerre et même après les accords de Munich en 1938, il est encore changé en « Winton » pour espérer au moins une meilleure intégration dans le pays.
Famille plutôt aisée, les Winton habitent à Londres une grande maison de vingt pièces tenue par trois domestiques, et une nanny s'occupe des enfants. La mère de Nicholas est une femme instruite qui maîtrise l'allemand, le français, l'italien, le latin, le grec et s'exprime dans un anglais parfait. Son père est à l'origine banquier mais après la guerre, il rejoint une entreprise qui importe du verre de Tchécoslovaquie. À sa mort à 56 ans, il ne reste pratiquement plus d'argent à la famille.
En 1923, voulant y retrouver son meilleur ami Stanley Murdoch, Nicholas Winton convainc ses parents de l'envoyer en internat à l'école Stowe qui vient tout juste d'ouvrir dans le Buckinghamshire. Malgré son don pour les mathématiques et la géométrie, il la quitte à 16 ans avant l'obtention de son diplôme, étant donné qu'il fréquente l'école de nuit en tant que « bénévole » le jour à la banque Midland en 1926 - bénévolat financé par son père qui veut que son fils devienne banquier alors que celui-ci aurait préféré être avocat,.

#### Formation professionnelle
Il part ainsi à Hambourg où il étudie dans le secteur bancaire à la banque Behrens und Sohne, puis à la banque d'affaires Wasserman à Berlin. Il possède alors son propre bateau sur le lac Wannsee et pratique l'escrime. En 1931, il déménage en France où il travaille bénévolement à la Banque nationale de crédit à Paris. Il retourne à Londres et devient courtier à la Bourse de Londres en travaillant pour S. Japhet (groupe Charterhouse) pendant deux ans,. À chacun de ses séjours à l'étranger, il est hébergé au sein d'une famille. Il termine sa formation bancaire lors d'une année aux États-Unis mais doit rentrer à Londres, fin 1931, pour aider sa famille lors de la Grande dépression de 1929,. Il trouve ainsi un emploi à la banque anglo-tchèque, payé 1 £ par semaine alors qu'il en voulait 1,25.
À cette époque, il a 20 ans, parle couramment allemand, anglais et français et quitte la maison familiale pour prendre un appartement avec son ami Stanley Murdoch, situé à côté de Belsize Road à Hampstead. Influencé par son ami, Martin Blake, maître à la Westminster School, et son entourage, il se politise et milite à l'Union des peuples de la paix. Lors de réunions, il rencontre le député socialiste George Russell Strauss, le politicien de gauche Tom Driberg, le Gallois Aneurin Bevan ou la baronne écossaise et députée travailliste Jennie Lee qui lui font forte impression.
En 1932, il rejoint la toute jeune banque Ullmann & Company et y devient courtier en bourse. Un peu plus tard, il rejoint un courtier pour faire comme lui de l'arbitrage avec l'Afrique du Sud où il se rend en 1937, en traversant au passage Alexandrie, Daar-es-Salaam, Beira, Naivascha, le Kenya, Durban, sur le chemin de Johannesburg. Il continue ainsi dans les affaires jusqu'au début de la Seconde Guerre mondiale.

### Sauvetage des enfants juifs

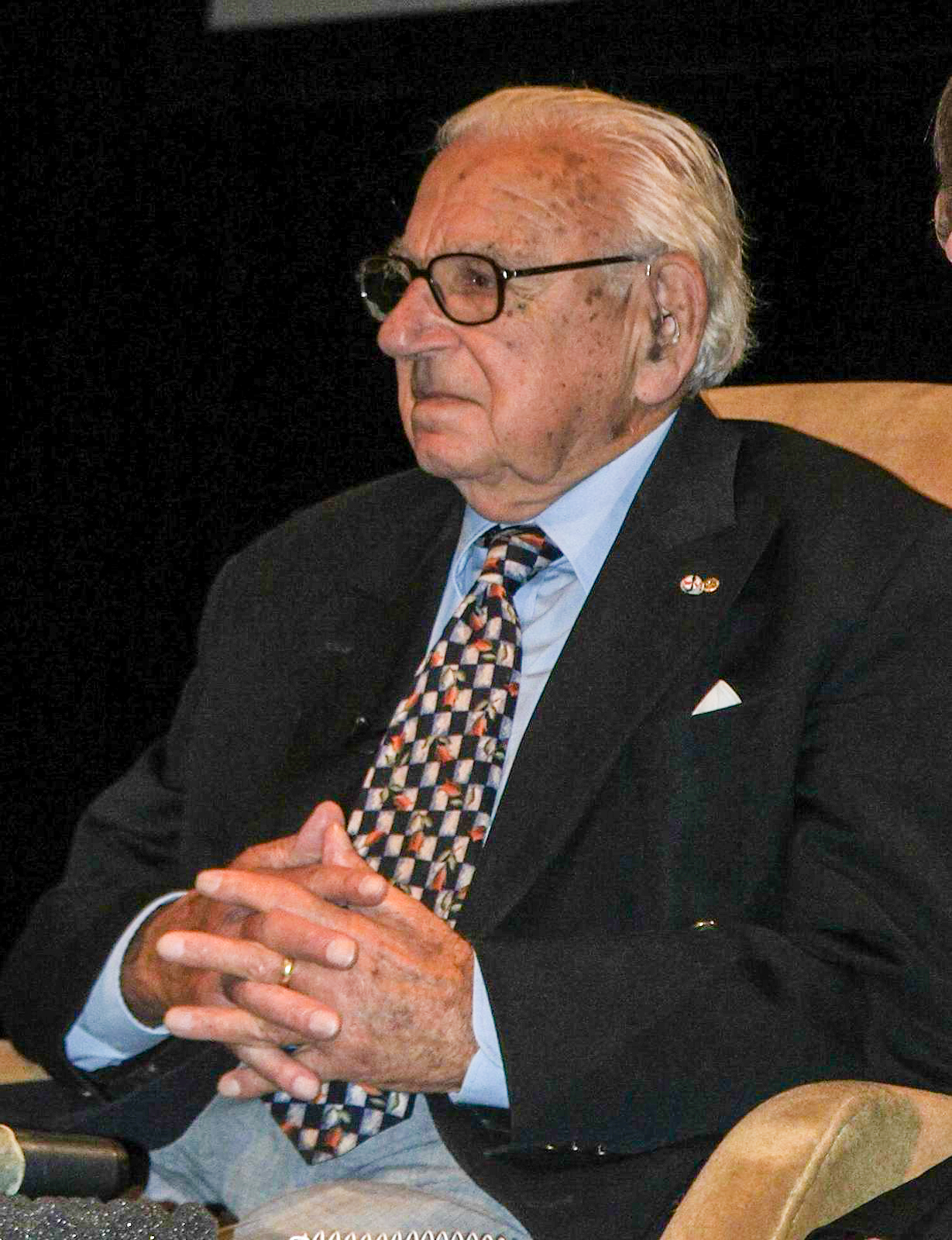
Nicholas Winton en octobre 2007

Peu de temps avant Noël 1938, Nicholas Winton s'apprête à aller en Suisse pour faire du ski mais y renonce pour se rendre à Prague, contacté par son ami Martin Blake, enseignant à Westminster, en poste à l’ambassade britannique de Prague et engagé dans le sauvetage de Juifs à travers le Comité britannique pour les réfugiés de Tchécoslovaquie (BCRC) - Winton ayant à l'esprit que sa famille maternelle est restée en Allemagne et ce que sa tante et son oncle allemands réfugiés chez les Winton leur ont raconté sur ce qui se passait alors dans ce pays,.
Après avoir visité avec Doreen Warriner un camp de réfugiés surpeuplé des Sudètes, dans la région cédée à l'Allemagne en septembre 1938 lors des accords de Munich, qui prive les Juifs de leurs droits, il prend encore plus conscience de la gravité de la situation et avant même que la guerre ne soit déclarée, il monte seul, sur place, une organisation pour sauver les enfants juifs des nazis. Son bureau est une table à manger dans l'hôtel Šroubek (devenu hôtel Evropa) de la place Venceslas, où il est rapidement assiégé par les demandes de parents désespérés,.
En Grande-Bretagne, la Chambre des communes a approuvé un décret permettant aux réfugiés de moins de dix-sept ans de pouvoir s'installer dans le pays à la condition d'y trouver un lieu d'accueil et de déposer cinquante livres en garantie pour un éventuel billet de retour chez eux.

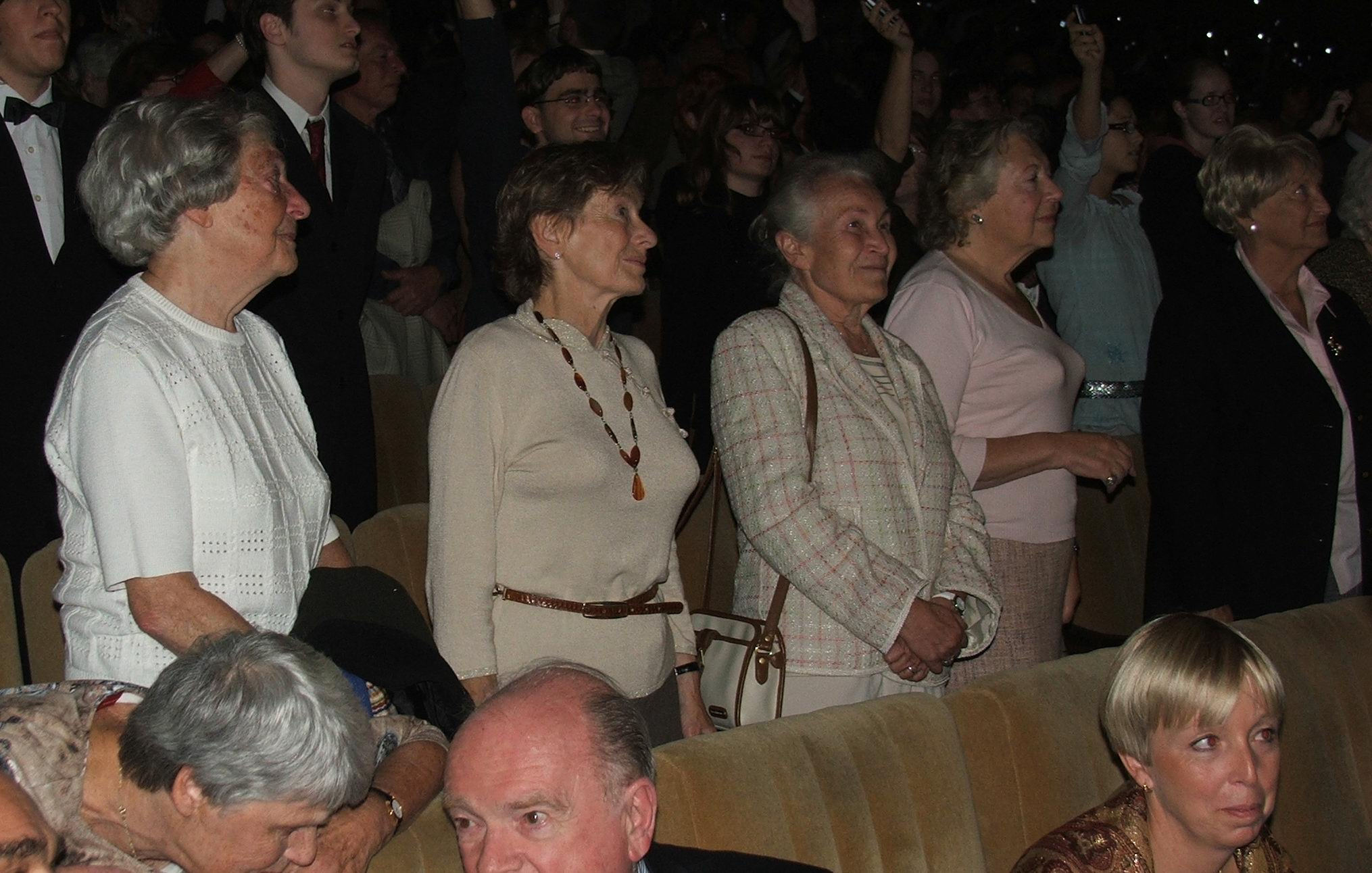
Quelques-uns de « ses » enfants en 2007.

De retour à Londres avec ses listes de noms, Nicholas Winton, alors âgé de vingt-neuf ans, travaille avec des organisations de secours pour mettre en place le Czech Kindertransport au cours duquel il sollicite les États et les institutions, lève des fonds et place des dizaines d'annonces dans les journaux anglophones pour inciter les lecteurs à offrir un foyer aux enfants en danger,. Plus tard, il regrettera qu'aucun Américain n'ait répondu à ces appels à l'aide, Roosevelt ayant refusé d'emblée l'appel à l'aide de Winton, ; seule la Grande-Bretagne et la Suède ont donné leur accord.
Il organise le transport d'enfants lors d'un premier vol en janvier 1939 puis de huit trains allant de Prague à Londres, le premier étant parti le 14 mars 1939, et un convoi de quinze enfants transportés via la Suède. Le neuvième et plus important convoi ne put jamais quitter la gare de Prague, le 1er septembre 1939, bloqué par l'entrée en guerre de la Grande-Bretagne ; les 250 enfants qui devaient être à bord et arriver à la gare de Liverpool Street où on les attendait sur le quai ont disparu.
Sa démarche ne reçut pas a priori l'assentiment de certains rabbins d'alors, dont le grand-rabbin américain Joseph Hertz, car l'un des organismes qui finançaient Winton et plaçaient les enfants dans des familles était la Barbican Mission, une mission chrétienne à vocation de convertir des enfants juifs,. Pour sa part, Winton préfère que leur vie soit sauvée[réf. nécessaire].
À titre personnel durant cette période, Winton s'est enregistré comme objecteur de conscience et sert comme chauffeur d'ambulance à la Brigade de l’ambulance de Saint-Jean avant de rejoindre la Royal Air Force,,.
Pendant cinquante ans, les enfants rescapés ne surent pas à qui ils devaient leur sauvetage et durant ce demi-siècle, son geste héroïque passa inaperçu, jusqu’en 1988. Son histoire ne fut connue que le jour où sa femme Greta découvrit une serviette de cuir dans un grenier contenant des listes d'enfants et des lettres de leurs parents. Greta partage alors l'histoire avec l'historienne Élisabeth Meynard-Maxwell, spécialiste de la Shoah et mariée au magnat de presse britannique Robert Maxwell. Celui-ci prend des dispositions pour que son journal publie des articles sur les actes de Winton. Winton apparaît en 1988 dans l'émission télévisée That's Life (en) présentée par (en) Esther Rantzen sur BBC1. Des « enfants de Winton » qui, à leur arrivée au studio, ignoraient tout de l'existence de Winton, s'y sont présentés à lui et lui ont exprimé leur gratitude pour leur avoir sauvé la vie.

## Hommages et distinctions

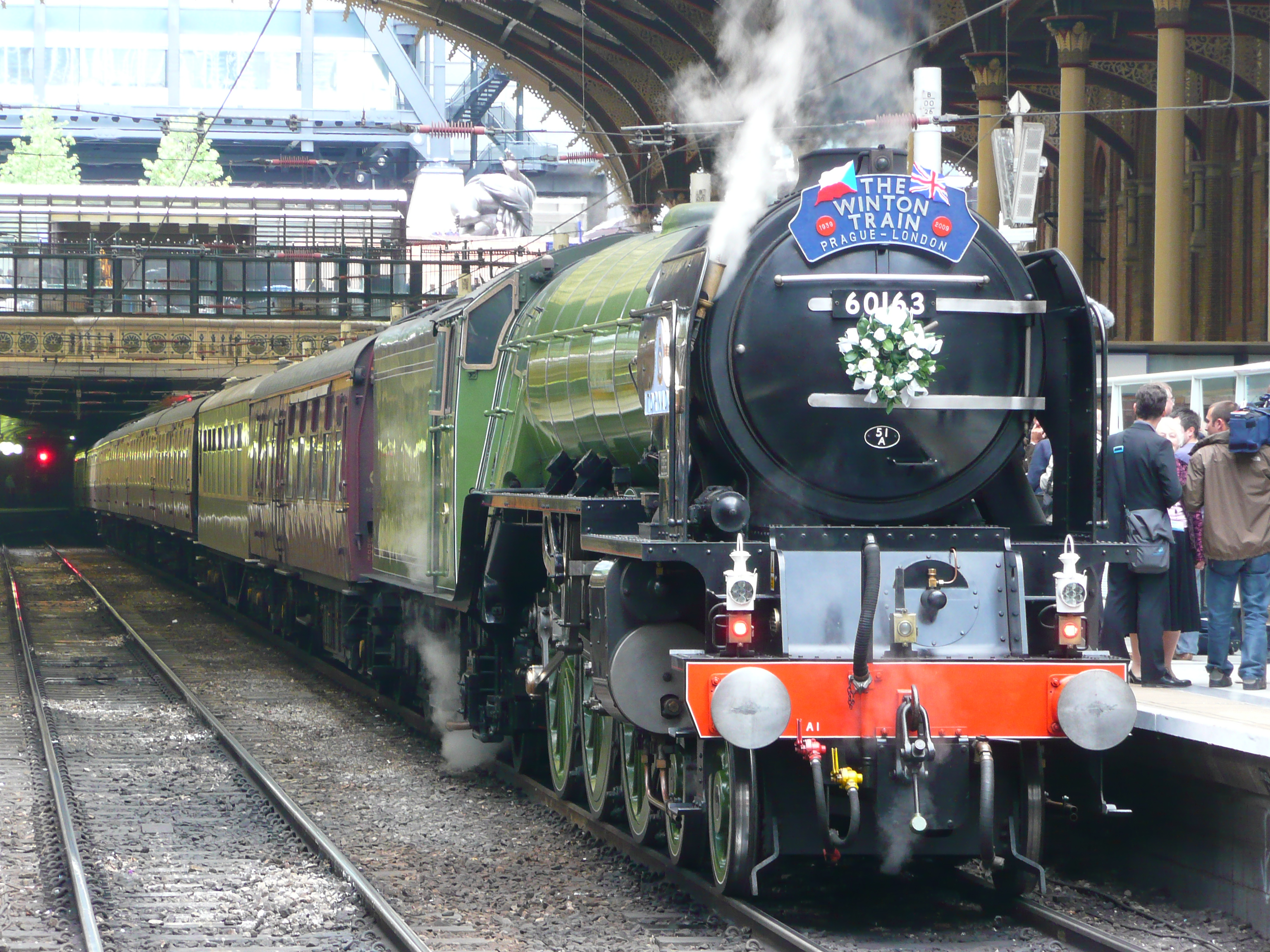
The Winton-Train en 2009.

Nicholas Winton est élevé au rang de membre de l'ordre de l'Empire britannique (MBE) en 1983 pour sa contribution à la création d'Abbeyfields, un concept de résidence pour personnes âgées.
Il reçoit en 1998 la croix de 4e classe de l'ordre de Tomáš Garrigue Masaryk des mains de Václav Havel. Winton est fait chevalier par la reine Élisabeth II en 2003, nommé le 31 décembre 2002 sur la New Year Honours List, pour services rendus à l'humanité à travers le Kindertransport. Un film, Nicholas Winton, la force d'un Juste, réalisé par Matej Mináč et produit par Bessel Kok, est adapté de cette histoire et remporte un Emmy Award en 2002.
En 2007, il reçoit la Croix de la 1re classe de la République tchèque et est nommé par le gouvernement tchèque pour le prix Nobel de la paix 2008.
En septembre 2009, soit exactement 70 ans après le départ du dernier Kindertransport de la capitale tchèque, un train baptisé « le train Winton », ayant à son bord des rescapés ayant bénéficié de la filière mise en place par Nicholas Winton, effectue le trajet de Prague à Londres. À leur arrivée sur le quai de Londres, les passagers sont accueillis par leur ancien bienfaiteur qui est alors âgé de 100 ans et dont ils ont longtemps ignoré l’identité,.
En 2010, il reçoit le titre de Héros britannique de l'Holocauste, décerné par le gouvernement britannique.

En octobre 2014, Miloš Zeman, président de la République tchèque, remet à Nicholas Winton âgé de 105 ans, l'ordre du Lion blanc, la plus haute distinction du pays. Dans son discours, Winton remercie avec modestie :
« D'une certaine manière, je n'aurais pas dû vivre si longtemps pour donner à chacun la possibilité d'exagérer les choses comme ils le font aujourd'hui ».
Bien que chrétien converti, Nicholas Winton, du fait d'être lui-même juif de naissance, n'a pas pu recevoir le titre de Juste parmi les nations décerné par le mémorial Yad Vashem de Jérusalem.
Les descendants des « enfants de Winton » dont le nombre est évalué à plus de 5 000, vivent aujourd’hui dans le monde entier, et notamment en Grande-Bretagne, au Canada et en Israël.

## Dans la culture populaire
Une partie de la vie de Nicholas Winton est racontée dans le film britannique Une vie (One Life) de James Hawes sorti en 2023. Il y est incarné par Anthony Hopkins et Johnny Flynn.

### Source
- (en) Cet article est partiellement ou en totalité issu de l’article de Wikipédia en anglais intitulé « Nicholas Winton » (voir la liste des auteurs).